# Kojast jaye residan
Pour plus de détails, voir Fiche technique et Distribution.
Kojast jaye residan (en persan : کجاست جای رسیدن؟) est un court métrage documentaire iranien   réalisé et écrit par Abbas Kiarostami, sorti en 2007.

## Fiche technique
- Titre : Kojast jaye residan
- Titre original : Kojast jaye residan
- Réalisation et scénario : Abbas Kiarostami
- Durée : 32 minutes
- Genre : court métrage documentaire
- Format : couleur - Son : stéréo
- Date de sortie : Iran : 2007